# Касъмли
Касъмли или Касъмлия (на гръцки: Χειμαδιό, Химадио, катаревуса: Χειμαδιόν, Химадион, до 1927 година Κασιμλή, Казимли) е село в Егейска Македония, Гърция, дем Кукуш (Килкис) на административна област Централна Македония. Касъмли има население от 215 души (2001).

## География
Селото е разположено на около 11 километра северно от град Кукуш (Килкис) и на около 8 километра северно от Коркутово (Терпилос) в подножието на планината Круша.

## История

### В Османската империя
В началото на XX век Касъмли е изцяло турско село в Кукушка каза (Аврет Хисар) на Османската империя. В „Етнография на вилаетите Адрианопол, Монастир и Салоника“, издадена в Константинопол в 1878 година и отразяваща статистиката на населението от 1873 година, Касамлия (Casamlia) е посочено като селище в каза Аврет Хисар (Кукуш) със 7 домакинства, като жителите му са 20 мюсюлмани.
Според статистиката на Васил Кънчов („Македония. Етнография и статистика“) в 1900 година Касъмли има 100 жители турци.

### В Гърция
Касъмли остава в Гърция след Междусъюзническата война. Населението му се изселва и на негово място са настанени гърци бежанци. В 1928 година селото е изцяло бежанско с 25 семейства и 97 жители бежанци. В 1927 година името на селото е променено на Химадион.